# Hongkong Post
Hongkong Post (Kinesisk: 香港郵政) er den myndighed der står for levering og afsendelse af post i Hongkong.